# آيت بوخيو (سبت آيت رحو)
آيت بوخيو ( بالفرنسية : Ait Boukhayou ، بالأمازيغية :ⴰⵢⵜ ⴱⵓⵅⵢⵓ ) هي إحدى مشيخات المملكة المغربية، تتبع جغرافيا لإقليم خنيفرة وإداريًا لسبت آيت رحو. يقدر عدد سكانها بـ 3752 نسمة حسب الإحصاء الرسمي للسكان والسكنى لسنة 2004.
تتعدد نقط الامتياز والتميز بمنطقة ايت بوخيو في العديد من المجالات بل هناك بعض الخصائص التي تتميز بها المنطقة دون سواها كما أنها تعتبر مزيجا طبيعيا متناسقا لشتى المجالات :
– موقع جغرافي متميز حيث تقع على حدود جهة بني ملال خنيفرة و الرباط سلا القنيطرة
– ثروة غابوية : غابات شاسعة بآلاف الهكتارات ذات كثافة وتنوع بيولوجي مهم
– روافض المياه : حيث تمر بها عدة أودية متوسطة (بولحمايل ،كسيكسو ، واد گرو...)
– اراضي فلاحية مستوية صالحة لكافة الاستثمارات الفلاحية المهيكلة خصوصا أن جل التجارب ناجحة

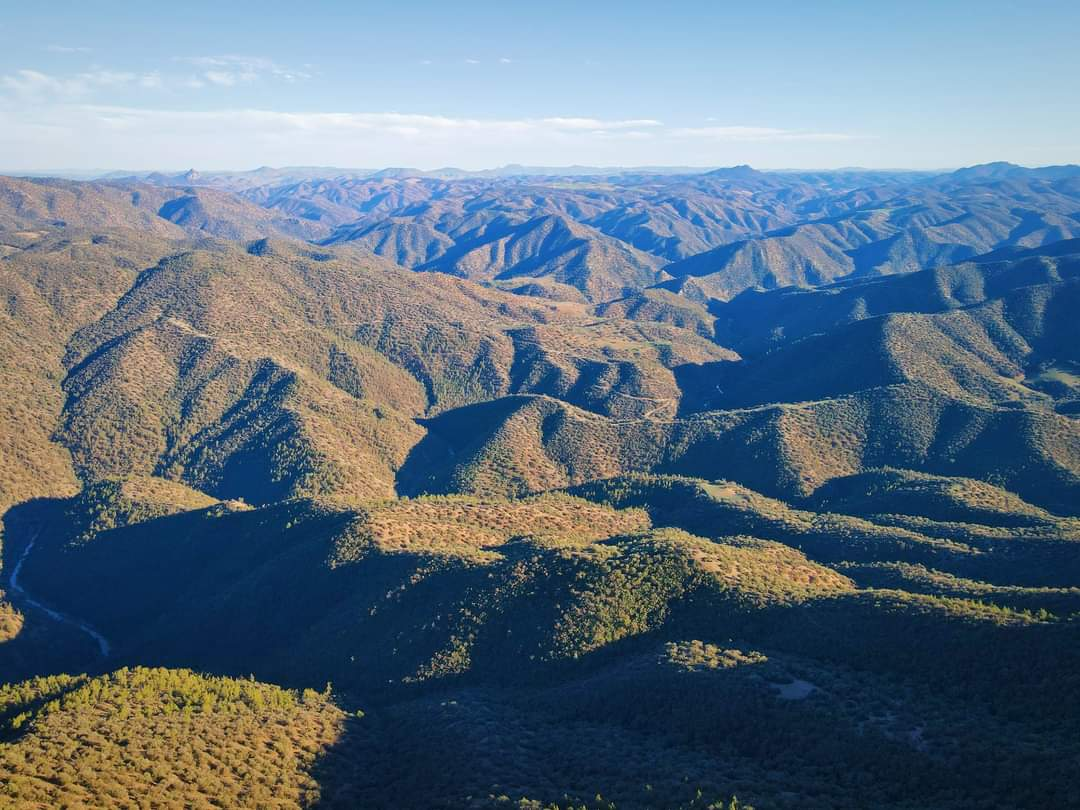
غابات آيت بوخيو الشاسعة

## ظهور حيوان مفترس
في بداية شهر ديسمبر، أثيرت تقارير حول ظهور حيوان مفترس في منطقة آيت بوخيو. الانتشار السريع لهذه الشائعات أثارت قلق السكان المحليين وأثارت تساؤلات حول مدى دقة هذه المعلومات. هناك من يقول إنه اسد وآخرون يشيرون إلى أنه قد يكون ضبعاً. ومع ذلك، بعد التحقق من قبل السلطات المختصة وبرنامج أمودو، لم يتم العثور على دليل يدعم هذه الادعاءات.
تواجه هذه الأنباء التي تم تداولها بشكل واسع التحديات في التحقق منها، حيث يمكن أن تكون نتيجة للشائعات أو التفسيرات غير الدقيقة لمشاهدات السكان المحليين. يجب أن يكون الرد على هذه الأنباء بحذر، مع التأكد من أن المعلومات المتاحة تأتي من مصادر موثوقة وتم التحقق منها بشكل صحيح.
يمكن أن يكون ظهور حيوان مفترس في المنطقة مشكلة جدية تستدعي اتخاذ التدابير اللازمة لحماية السكان والحياة البرية. إذا كان هناك تقارير موثوقة حول رؤية حيوان مفترس، يجب على السلطات المحلية اتخاذ الإجراءات اللازمة لمراقبة الوضع وضمان سلامة المجتمع.